# Обо (Магаданская область)
Обо (Старый Ветреный) — посёлок в Тенькинском районе Магаданской области России.

## Название
Изначально получил название Ветреный по одноимённому ручью, который в свою очередь так назвали геологи, проводившие здесь шлиховое опробование, во время которых в долине дул сильный ветер.
В 1957 году посёлок переименован в Обо, а Ветреным назвали посёлок, находящийся в 12 км западнее.

## История
Основан в 1937 году на левом берегу реки Обо между устьями ручьёв Ветреный и Журавлиный как база золотого прииска «Ветреный» и носил тоже название. Большую часть жителей составляли заключённые Теньлага. В 1957 году посёлок переименовали в Обо, а Ветреным назвали посёлок, находящийся в 12 км западнее. Оба посёлка стали относиться к вновь созданному прииску «40 лет Октября».
В 1995 году прииск прекратил работу. Посёлок признали неперспективным, почти все жители покинули его.

## Население
| 2002 | 2010 | 2015 | 2021 |
| ---- | ---- | ---- | ---- |
| 7    | ↘0   | →0   | ↗1   |

Численность населения составляла около 300 человек.
На 2013 год в посёлке фактически проживало 4 человека. В летнее время на период промывочного сезона сюда также заезжают старатели.

## Инфраструктура
В Обо действовали начальная школа, фельдшерский пункт, клуб, баня, магазин, столовая.

## Транспорт
Особенностью Обо была его крайне тяжёлая транспортная доступность. Полноценная автодорога появилась здесь только к концу 1960-х гг. В 1991 году в посёлок из Усть-Омчуга была построена новая 104-километровая дорога, так как часть старой дороги попадала в зону затопления Колымским водохранилищем.